# Gammarus wautieri
Gammarus wautieri is een vlokreeftensoort uit de familie van de Gammaridae. De wetenschappelijke naam van de soort is voor het eerst geldig gepubliceerd in 1967 door Roux.
De soort komt voor in het grensgebied van Frankrijk en Italië; de Franse en Italiaanse Alpen en de Jura. G. wautieri wordt aangetroffen in zoete wateren in de zone tussen de snelstromende wateren (het verspreidingsgebied waar G.fossarum dominant is) en de stilstaande wateren met waterplanten (het verspreidingsgebied waar G. pulex dominant is). 
Mannetjes van G. wautieri kunnen ca 16 mm groot worden.